# Mohamed Chibi
Mohamed Chibi (en árabe: محمد الشيبي‎; Casablanca, Marruecos, 21 de enero de 1993) es un futbolista marroquí. Juega de defensa y su equipo es el Pyramids F. C. de la Premier League de Egipto. Es internacional absoluto por la selección de Marruecos desde 2021.

## Trayectoria
Formado en las inferiores del Raja Casablanca, fue promovido al primer equipo en la temporada 2011-12.
Pasó por clubes de Marruecos durante su carrera, hasta septiembre de 2022 cuando fichó por el Pyramids F. C. de la Premier League de Egipto.

## Selección nacional
Debutó en la selección de Marruecos el 12 de noviembre de 2021 ante Sudán por la clasificación para la Copa Mundial de Fútbol de 2022.

### Participaciones en copas
| Copa                           | Sede            | Resultado        |
| ------------------------------ | --------------- | ---------------- |
| Copa Africana de Naciones 2021 | Camerún         | Cuartos de final |
| Copa Árabe de la FIFA 2021     | Catar           | Cuartos de final |
| Copa Africana de Naciones 2023 | Costa de Marfil | Octavos de final |

## Clubes
| Club                | País      | Año           |
| ------------------- | --------- | ------------- |
| Raja Casablanca     | Marruecos | 2011-2014     |
| Kawkab de Marrakech | Marruecos | 2013          |
| CRA                 | Marruecos | 2014          |
| Ittihad Khemisset   | Marruecos | 2014-2015     |
| KAC Kénitra         | Marruecos | 2015-2017     |
| Moghreb Tétouan     | Marruecos | 2017-2018     |
| Khénifra            | Marruecos | 2018          |
| AS FAR              | Marruecos | 2018-2019     |
| Ittihad Tanger      | Marruecos | 2019-2021     |
| AS FAR              | Marruecos | 2021-2022     |
| Pyramids F. C.      | Egipto    | 2022-presente |

## Palmarés

### Títulos nacionales
| Título         | Club   | País      | Año     |
| -------------- | ------ | --------- | ------- |
| Copa del Trono | AS FAR | Marruecos | 2020-21 |